# Northvolt
A Northvolt foi uma empresa sueca, fundada em 2015, com sede em Estocolmo, com planos para construir a maior fábrica da Europa de baterias de lítio para automóveis elétricos e de equipamento para armazenamento de energia elétrica. 
A empresa declarou falência nos Estados Unidos em novembro de 2024 e na Suécia em março de 2025. 

Em outubro de 2017, a empresa tinha anunciado que iria abrir uma fábrica na cidade sueca de Skellefteå na proximidade do Círculo Polar Ártico e um centro de desenvolvimento na cidade de Västerås, no centro do país, a uma distância de 100 km de Estocolmo, pela estrada europeia E18. 

A fábrica - denominada Northvolt Ett - foi começada a construir em 2018. A produção de baterias de lítio foi iniciada em 2020, e estava previsto atingir a sua plena capacidade em 2023,alcançando então uma força laboral de 3 000 pessoas.                     Uma instalação para reciclagem seria também construída na proximidade. A fábrica iria necessitar de acesso a 4% da grafite, 5% do cobalto e 10% do lítio produzidos em todo o Mundo. 

A empresa tencionava rivalisar com a sua congénere Tesla nos Estados Unidos, e fornecedores de níquel, cobalto e lítio.